# A Yerres esőben
A Yerres esőben (L'Yerres, pluie) Gustave Caillebotte festménye, amely az Indiana University Bloomington részeként működő Sidney and Lois Eskenazi Museum of Art gyűjteményének része.
A művész jómódú apja, az üzletember-bíró Martial Caillebotte birtokot vásárolt 1860-ban Yerres-ben, közel az azonos nevű folyóhoz. Ettől kezdve a család ott töltötte a nyarakat, és ott kezdett el festeni Gustave Caillebotte is. A művész lelkes vízi sportoló volt, és gyakran örökítette meg képein az evezősöket, kajakosokat és vitorlázókat.
A Yerres esőben a folyót ábrázolja. A túlparton, a nagy fák árnyékában kikötött csónak látszik. Az álló formátumú festményen a folyó két partja átlós vonalként fut, ez és a víz felszínén az esőcseppek által keltett, stilizált, kör alakban terjedő hullámok a korban nagy népszerűségnek örvendő japán nyomatokat idézik. Ezeket sok francia művész gyűjtötte.